# Huit principes de yǒng
 (juin 2021).
Si vous disposez d'ouvrages ou d'articles de référence ou si vous connaissez des sites web de qualité traitant du thème abordé ici, merci de compléter l'article en donnant les références utiles à sa vérifiabilité et en les liant à la section « Notes et références ».
Le caractère chinois 永 yǒng, outre sa signification d'éternité, est un caractère clef pour la calligraphie chinoise puisqu'il montrerait à lui seul les huit traits calligraphiques fondamentaux, que les calligraphes chinois présentent comme étant les huit principes de yǒng. La pratique régulière de ce caractère permettrait d'acquérir la souplesse calligraphique suffisante pour s'adapter élégamment à tout autre nouveau caractère.
En japonais, ce caractère a la même signification, mais se prononce エイ eï ou なが naga.

## Les 8 traits
1. « Point » (点 diǎn, petite tache): 丶
C'est une petite goutte en forme de poire. Il est le plus souvent orienté à droite, quand il est isolé, mais il se rencontre aussi orienté à gauche dans des caractères comme 馬, où seuls les trois derniers points des quatre sont orientés à droite. Il peut s'allonger légèrement jusqu'à prendre la forme d'un petit trait vertical. On trouve deux formes de ce point allongé dans le caractère 宀 : au-dessus d'une barre horizontale il est lui-même vertical (voire penche légèrement à droite), en bordure de caractère il penche à gauche.
2. « Diagonale gauche » (撇 piě, qui tombe à gauche) :ノ
Elle peut prendre des formes très diverses. L'orientation varie depuis une forme pratiquement horizontale comme dans 毛 (en haut) jusqu'à une quasi verticale comme dans 儿 (à gauche). Par ailleurs, la terminaison peut être "fouettée", ou en crochet. On en trouve par exemple deux fois dans le caractère 我: en haut de la verticale gauche et en bas de celle de droite. La forme quasi-horizontale peut se confondre avec une horizontale authentique, comme sur le bas de la verticale gauche dans 我
3. Courbe à droite  (捺 nà, s'appuyant vers le bas) : 乀
Le trait est franchement courbe, et s'élargit vers l'extrémité.
Cette clef (Crochet 乙 avec ou sans barre horizontale) regroupe en fait des formes assez diverses comme la barre horizontale à crochet : 乛, le crochet simple courbe 乚 ou anguleux 乡 qui pourraient être comptés comme « chevron » (voir ci-dessous).
4. Barre verticale (竖 shù, trait vers le bas) : 丨
On en trouve trois types. En combinaison, par exemple pour former le côté gauche de 口, elle est droite et se termine sans crochet. Quand elle sert d'axe vertical elle se termine le plus souvent par un crochet à gauche 亅comme dans 丁, mais existe également avec un crochet à droite (丩), ou sans crochet comme dans 中. À vrai dire, la forme en « crochet à gauche » 亅 est une clef indépendante, n°6.
5. Crochet final (钩 gōu, crochet): 亅 乚
Ce trait n'apparaît jamais indépendant, mais est une terminaison qui peut s'ajouter à une barre verticale, aux diagonales droites ou gauches, etc.
Pour mémoire, la barre verticale complétée par ce crochet final est distingué comme clef indépendante dans certains dictionnaires, ce qui est une source fréquente de difficultés dans les recherches. Cette clef est celle qui indexe le caractère 了, (pour sa partie du bas) mais celle-ci est à vrai dire un tracé spécifique, sorte de barre verticale un peu incurvée comme une parenthèse fermante.
6. « courbe à gauche » (弯 wān, courbé)
Cet élément de caractère n'est pas une clef. Il se rencontre par exemple arrêté dans 人, ou arrêté en crochet dans 我. On le rencontre parfois sous une forme raccourcie qui peut faire hésiter entre une diagonale droite et un simple point.
Ce trait se distingue de la diagonale gauche par sa concavité, nettement plus marquée. Il n'est pas le symétrique de la courbe à droite: ici, l'extrémité est effilée, alors qu'elle est épaissie pour la courbe à droite.
7. « Remontant » (提 tí, remontée) :㇀
Ce trait (qui n'est pas une clef) se trace de gauche à droite, en remontant, l'extrémité étant fouettée.
8. Barre horizontale (横 héng, trait vers la droite) : 一
La barre horizontale n'a qu'une seule forme (par exemple, c'est le premier trait de 大). Elle se trace de gauche à droite, parfois en remontant légèrement, comme dans le caractère 我 (en bas à gauche).

Outre les huit traits de base, la calligraphie identifie deux objets complémentaires:
1. « diagonale droite » (斜 xié, penchée) : ㇒
Ce trait est le symétrique de la diagonale gauche (撇 piě). Il se trace de la même manière.
2. « Chevron » (折 zhé, la rupture) : ㇕
C'est l'enchaînement de deux traits par un angle, généralement à angle droit. Les caractères peuvent comprendre des combinaisons de traits élémentaires, comptant pour un seul trait.

C'est surtout à cause de ces "traits" que le décompte du nombre de traits d'un caractère est souvent problématique pour le débutant: certains enchaînements bas/droite et droite/bas se font sans lever le pinceau, et comptent donc comme un seul trait. Ainsi, un caractère comme 己 compte pour trois traits, parce que le trait horizontal médian se fait de gauche à droite, imposant deux levers de pinceau. De même, le caractère 丂 est formé de deux traits, l'horizontal (qui sert heureusement de clef) et le zigzag inférieur, comptant pour un seul trait. Dans le caractère 永, on rencontre un enchaînement de ce type à gauche, entre le 提 tí et le 弯 wān.
De même, entre le 撇 piě et le 捺 nà, l'enchaînement d'une diagonale à gauche et d'une autre à droite compte pour un seul trait. C'est pour cette raison que les caractères 巛 et 女 sont des clefs à trois traits. On peut rapprocher du chevron l'enchaînement d'une diagonale à gauche et d'une horizontale, qui compte également pour un trait. Pour cette raison, la clef 厶 est un triangle tracé en deux traits seulement...